# Elecciones al Parlamento Europeo de 2024 (Países Bajos)
Las elecciones al Parlamento Europeo de 2024 en Países Bajos se celebraron el 6 de junio de dicho año como parte de las elecciones al Parlamento Europeo de 2024.
El izquierdista GroenLinks-PvdA mantuvo su pluralidad y obtuvo ocho escaños. El populista de derecha Partido por la Libertad registró el mayor aumento de escaños, pasando de cero a seis en comparación con las elecciones anteriores.

## Sistema electoral
En comparación con las últimas elecciones, los Países Bajos tienen derecho a cinco diputados más: tres ya asignados en 2020 con motivo de la redistribución posterior al Brexit, y dos asignados en 2023 después de una evaluación preelectoral de la composición del Parlamento basada en las cifras de población más recientes. Los 31 miembros son elegidos mediante representación proporcional de lista semiabierta en una única circunscripción nacional con escaños asignados mediante el método D'Hondt. Los partidos que no alcanzan una cuota Hare completa no son elegibles para recibir los escaños restantes, lo que significa que hay un umbral electoral efectivo de alrededor del 3,23%.

## Resultados
|  | 21.09 % |

|  | 16.97 % |

|  | 11.35 % |

|  | 9.45 % |

|  | 8.40 % |

|  | 5.41 % |

|  | 5.13 % |

|  | 4.52 % |

|  | 3.75 % |

|  | 3.66 % |

|  | 2.89 % |

|  | 2.49 % |

|  | 2.20 % |

|  | 2.69 % |

|  | 99.66 % |

|  | 0.15 % |

|  | 0.19 % |

|  | 46.18 % |